# Piney (Aube)
Piney település Franciaországban, Aube megyében. Lakosainak száma 1417 fő (2022. január 1.). Piney Amance, Val-d’Auzon, Brévonnes, Géraudot, Mesnil-Saint-Père, Onjon, Radonvilliers, Rouilly-Sacey, Vendeuvre-sur-Barse és La Villeneuve-au-Chêne községekkel határos.

## Népesség
A település népességének változása:
| Lakosok száma | 1005 | 1112 | 1124 | 1249 | 1550 | 1541 | 1484 | 1483 | 1477 | 1417 |
|               | 1968 | 1982 | 1990 | 2006 | 2013 | 2015 | 2017 | 2019 | 2020 | 2022 |